# Lijst van vliegvelden in Afrika
Dit is een lijst van vliegvelden in Afrika. Zie voor een algemeen overzicht van vliegvelden de lijst van luchthavens.

## A

### Algerije
- Luchthaven Ain Arnat
- Luchthaven Houari Boumedienne
- Luchthaven Oran es Sénia
- Luchthaven Oued Irara
- Luchthaven Mohamed Boudiaf
- Luchthaven Rabah Bitat
- Luchthaven Tamanrasset

### Angola
- Luchthaven Benguela
- Luchthaven Lubango
- Luchthaven Namibe
- Luchthaven Huambo
- Luchthaven Quatro de Fevereiro

## B

### Benin
- Luchthaven Cadjehoun

### Botswana
- Francistown Airport
- Kasane Airport
- Maun Airport
- Sir Seretse Khama International Airport

### Burkina Faso
- Luchthaven Bobo-Dioulasso
- Luchthaven Ouagadougou

### Burundi
- Luchthaven Bujumbura

## C

### Centraal-Afrikaanse Republiek
- Luchthaven Alindao
- Luchthaven Bakouma
- Luchthaven M'Poko Internationaal
- Luchthaven Berbérati
- Luchthaven Gordil
- Luchthaven Mobaye Mbanga
- Luchthaven M'boki
- Luchthaven Zemio

### Comoren
- Luchthaven Prins Said Ibrahim

### Congo-Brazzaville
- Luchthaven Maya-Maya
- Luchthaven Pointe-Noire

### Congo-Kinshasa
- Luchthaven Bandundu
- Luchthaven Bangoka Internationaal
- Luchthaven Goma Internationaal
- Luchthaven Kamina
- Luchthaven Kananga
- Luchthaven Kinshasa Internationaal
- Luchthaven Lubumbashi Internationaal
- Luchthaven Matari
- Luchthaven N'Dolo

## D

### Djibouti
- Luchthaven Ambouli Internationaal
- Luchthaven Obock
- Luchthaven Tadjourah

## E

### Egypte
- Luchthaven Aboe Simbel
- Luchthaven Assiut
- Luchthaven Aswan
- Luchthaven Borg El Arab
- Luchthaven Caïro Internationaal
- Luchthaven El Arish
- Luchthaven El Nouzha
- Luchthaven Hurghada
- Luchthaven Luxor
- Luchthaven Marsa Alam
- Luchthaven Mersa Matruh
- Luchthaven Sharm-el-Sheikh
- Luchthaven Taba

### Equatoriaal-Guinea
- Luchthaven Bata
- Luchthaven Malabo

### Eritrea
- Luchthaven Asmara
- Luchthaven Assab
- Luchthaven Massawa

### Ethiopië
- Luchthaven Aba Segud
- Luchthaven Aba Tenna Dejazmach Yilma
- Luchthaven Bole Internationaal
- Luchthaven Gode
- Luchthaven Tippi

## G

### Gabon
- Luchthaven M'Vengue El Hadj Omar Bongo Ondimba, Franceville
- Luchthaven Gamba
- Luchthaven Libreville Internationaal
- Luchthaven Makokou
- Luchthaven Mouila
- Luchthaven Oyem
- Luchthaven Port-Gentil
- Luchthaven Tchibanga

### Gambia
- Luchthaven Banjul Internationaal

### Ghana
- Luchthaven Kotoka Internationaal
- Luchthaven Kumasi
- Luchthaven Takoradi
- Luchthaven Tamale

### Guinee
- Luchthaven Conakry Internationaal

### Guinee-Bissau
- Luchthaven Osvaldo Viera Internationaal

## I

### Ivoorkust
- Luchthaven Bouaké
- Luchthaven Port Bouet

## K

### Kaapverdië
- Luchthaven Amilcar Cabral Internationaal
- Luchthaven Cesária Évora
- Luchthaven Maio
- Luchthaven Praia Internationaal
- Luchthaven Preguiça
- Luchthaven Rabil Internationaal
- Luchthaven São Filipe

### Kameroen
- Luchthaven Douala Internationaal
- Luchthaven Garoua Internationaal
- Luchthaven N'Gaoundéré
- Luchthaven Salak
- Luchthaven Yaoundé
- Luchthaven Yaoundé Nsimalen Internationaal

### Kenia
- Eldoret International Airport
- Jomo Kenyatta International Airport
- Luchthaven Amboseli
- Luchthaven Kisumu
- Luchthaven Kiwayu
- Luchthaven Lewa
- Luchthaven Lokichoggio
- Luchthaven Malindi
- Luchthaven Manda
- Luchthaven Mara Serena
- Luchthaven Mulika Lodge
- Luchthaven Nanyuki
- Luchthaven Samburu
- Luchthaven Wilson
- Moi International Airport
- Vliegbasis Moi

## L

### Lesotho
- Luchthaven Moshoesoe Internationaal

### Liberia
- Luchthaven Buchanan
- Luchthaven Lamco
- Luchthaven Cape Palmas
- Luchthaven Greenville
- Luchthaven Roberts Internationaal
- Luchthaven Spriggs Payne
- Luchthaven Nimba
- Luchthaven Sasstown
- Luchthaven Tchien
- Luchthaven Voinjama

### Libië
- Luchthaven Benina Internationaal
- Luchthaven Gardabya
- Luchthaven Ghadames
- Luchthaven Kufra
- Luchthaven La Abraq
- Luchthaven Misurata
- Luchthaven Mitiga Internationaal
- Luchthaven Nanur
- Luchthaven Ra's Lanoef
- Luchthaven Sabha
- Luchthaven Tobruk
- Luchthaven Ubari
- Tripoli International Airport
- Vliegbasis Al Jufra
- Vliegbasis Maarten al-Sarra
- Vliegbasis Martuba
- Vliegbasis Wheelus

## M

### Madagaskar
- Ivato Airport, Antananarivo

### Malawi
- Luchthaven Chileka, Blantyre
- Luchthaven Lilongwe, Lilongwe
- Karonga Airport, Karonga

### Mali
- Senou Airport, Bamako

### Mauritanië
- Nouadhibou Aerodrome, Nouadhibou
- Nouakchott Aerodrome, Nouakchott

### Mauritius
- Plaine Corail Airport, Rodrigues
- Sir Seewoosagur Ramgoolam International Airport

### Marokko
zie ook #Westelijke Sahara
- Al Massira Airport, Agadir
- Al Kasbah Natioal Airport, Agadir
- Cherif Al Idrissi Airport, Al Hoceima
- Beni Mellal Airport, Beni Mellal
- Internationale luchthaven Mohammed V, Casablanca
- Amfa Airport, Casablanca
- Tit Mellil Airport, Casablanca
- El Jadida Airport, El Jadida
- Moulay Ali Cherif Airport, Errachidia
- Essaouîra Airport of Mogador Airport, Essaouîra
- Saïss Airport, Fez
- Sefrou Airport, Fez
- Ifrane Airport, Ifrane
- Kenitra Air Base, Kenitra
- Menara International Airport, Marrakesh
- Bassatine Airport, Meknes
- Internationale Luchthaven Nador / Arouit-Nador Airport, Nador
- Angads Airport, Oujda
- Ouarzazate Airport, Ouarzazate
- Ouezzane Airport, Ouezzane
- Rabat-Sale Airport, Rabat
- Safi Airport, Safi
- Sidi Ifni Airport, Sidi Ifni
- Tan Tan Airport / Plage Blanche Airport, Tan Tan
- Internationale luchthaven Ibn Batouta, Tanger
- Sania Ramel Airport, Tétouan

### Mozambique
- Beira International Airport, Beira
- Kaap Delgado Airport, Cabo Delgado
- Luchthaven Maputo, Maputo
- Nampula International Airport, Nampula

## N

### Namibië
- Hosea Kutako International Airport, Windhoek
- Walvis Bay International Airport, Walvisbaai

### Niger
- Diori Hamani International Airport, Niamey

### Nigeria
- Mallam Aminu Kano Airport, Kano
- Murtala Muhammed Airport, Lagos
- Port Harcourt Airport, Port Harcourt
- Nnamdi Azikiwe Airport, Abuja

## O

### Oeganda
- Luchthaven van Entebbe, Entebbe
- Vliegveld Arua, Arua

## R

### Rwanda
- Luchthaven Kigali Internationaal, Kigali

## S

### Sao Tomé en Principe
- Luchthaven São Tomé Internationaal, Sao Tomé

### Senegal
- Leopol Sedar Senghor International Airport, Dakar

### Seychellen
- Seychelles International Airport, Mahe

### Sierra Leone
- Lunghi International Airport, Freetown

### Somalië
- Mogadishu International Airport, Mogadishu

### Soedan
- Luchthaven van Khartoem, Khartoem
- Luchthaven Nyala, Nyala
- Ad-Dabbah Airport, Ad-Dabbah

### Swaziland
- Kwaluseni Airport, Matsapha

## T

### Tanzania
- Julius Nyerere International Airport, Dar es Salaam
- Kilimanjaro International Airport, Kilimanjaro
- Tanga Airport, Tanga
- Zanzibar Airport, Zanzibar

### Tsjaad
- N'Djamena Airport, Ndjamena

### Togo
- Tokoin Airport, Lomé

### Tunesië
- Luchthaven Tunis-Carthage, Tunis
- Luchthaven Monastir, Monastir
- Ksar International Airport, Gafsa
- Nefta International Airport, Tozeur
- Thyna International Airport, Sfax
- Zarzis International Airport, Djerba
- 7 Novembre International Airport, Tabarka
- Enfidha international Airport, Enfidha

## W

### Westelijke Sahara
bezet door Marokko
- Vliegveld Hassan I, al-Ajoen
- Dakhla Airport, Dakhla / Villa Cisneros
- Smara Airport, Smara

## Z

### Zambia
- Livingstone International Airport, Livingstone
- Luchthaven Lusaka, Lusaka
- Ndola and Kitwe Airport, Ndola

### Zimbabwe
- Luchthaven Bulawayo, Bulawayo
- Harare International Airport, Harare
- Kariba Airport, Kariba
- Luchthaven Victoria Falls, Victoriawatervallen / Victoria Falls (stad)

### Zuid-Afrika
- Bloemfontein Airport, Bloemfontein
- Cape Town International Airport, Kaapstad
- Durban International Airport, Durban
- East London Airport, Oost-Londen
- George Airport, George
- Johannesburg International Airport, Johannesburg
- Kimberley Airport, Kimberley
- Lanseria International Airport, Lanseria
- Luchthaven Nelspruit, Nelspruit
- Pietermaritzburg Airport, Pietermaritzburg
- Pilanesburg International Airport, Pilanesburg
- Port Elizabeth Airport, Port Elizabeth
- Upington Airport, Upington

### Zuid-Soedan
- Luchthaven van Juba, Juba
- Luchthaven van Yei, Yei

Afrika · Australië · Azië · Europa · Noord-Amerika · Zuid-Amerika